# Sal (film)
Pour les articles homonymes, voir Sal.
Pour plus de détails, voir Fiche technique et Distribution.
Sal est un film américain écrit et réalisé par James Franco,  sorti en 2011.

## Synopsis
Les derniers jours de l'acteur Sal Mineo, assassiné le 12 février 1976 par Lionel Ray Williams.

## Fiche technique
- Titre original : Sal
- Titre français :  Sal
- Réalisation : James Franco
- Scénario : James Franco, Vince Jolivette et Stacey Miller d'après Sal Mineo: A Biography de Michael Gregg Michaud
- Direction artistique : Kristen Adams
- Décors : Eric Morrell
- Costumes : Michelle Boucher
- Photographie : Christina Voros
- Son : Neil Benezra
- Musique : Neil Benezra
- Production : Caroline Aragon, Vince Jolivette et Miles Levy
- Société de production : Rabbit Bandini Productions
- Pays d'origine :  États-Unis
- Langue : anglais
- Format : Couleur - 35 mm - 1,85:1 -  Son Dolby numérique
- Genre : Drame et biopic
- Durée : 103 minutes
- Dates de sortie : 
  -  Italie : 3 septembre 2011 (Mostra de Venise 2011)
  -  États-Unis : 23 octobre 2011 (Austin Film Festival)
  -  France : 22 février 2012 (DVD)

## Distribution
- James Franco : Milton Katselas
- Jim Parrack : Keir Dullea
- Brian Goodman (en) : le détective Tankersley
- Vince Jolivette : Billy Belasco
- Val Lauren : Sal Mineo
- Raymond T. Williams : Lionel Ray Williams
- Eva Lauren : Mary
- Brian Lally : le détective Pia
- Jason Fox : Steven Gustafson